# ギャリー・マッコイ
ギャリー・マッコイ (Garry McCoy、1972年4月18日 - )　は、オーストラリア・シドニー出身のオートバイレーサー。
ロードレース世界選手権の125ccクラスと500ccクラスで勝利を記録した。豪快なスライド走行でコーナーを抜けていくライディングスタイルが有名である。その一方転倒により怪我を負うことも多かった。

## 経歴

### 125ccクラスデビュー
1992年、マッコイは初めてロードレースを経験したわずか4ヶ月後に、ロードレース世界選手権125ccクラスにデビューを果たした。翌年からフル参戦を開始したが、1993年、1994年は転倒による負傷で何戦かを欠場することになった。
1995年、シャー・アラムで初優勝を果たした。翌1996年には地元イースタンクリークでキャリア2勝目を挙げた。翌1997年シーズンまで125ccクラスに参戦し、クラス通算で2勝・7度の表彰台・1回のポールポジションを記録した。

### 500ccクラスへ
1998年、マッコイは一足飛びに500ccクラスにステップアップし、シェル・アドバンスチームからホンダ・NSR500Vを駆ってデビューを果たした。開幕から9戦中6戦でポイントを獲得したが、転倒により足首を骨折してシーズン終盤を欠場することになってしまった。
翌1999年開幕時は失業状態だったが、シーズン中盤にレッドブル・ヤマハ・WCMチームのシートを獲得し、YZR500を駆ることになった。第12戦バレンシアでは自身クラス初の3位表彰台を獲得した。

### 500ccクラス初優勝
2000年シーズンはマッコイにとって飛躍の年となった。WCMチームに残留し、開幕戦ウェルコムで500ccクラス初優勝を遂げた。マッコイはミシュランを履くライダーの中では唯一16.5インチ径のタイヤを選択していた。そちらの方がマシンを横向けに滑らせてコーナーを抜けていく彼の独特なライディングスタイルに若干合っていたからである。その後第12戦エストリル、第13戦バレンシアでも勝利し、年間ランキングでは5位に入る活躍を見せた。
しかし翌2001年は第4戦ル・マンで手首を負傷したことが影響し、未勝利でシリーズ12位に終わった。2002年、500ccクラスはMotoGPクラスに改編となったが、マッコイはWCMチームで2ストローク車のYZR500に乗り続けることになり、シリーズ20位に沈んだ。

### カワサキMotoGPからスーパーバイクへ
2003年シーズンは、MotoGPクラスに本格参戦を開始したカワサキのワークス・チームに加入し、アンドリュー・ピットと共にニンジャ・ZX-RRを駆ることになった。しかしマシンに戦闘力は全くなく、マッコイはピットと共に失意のシーズンを送ることになった。
2004年はスーパーバイク世界選手権に活動の場を移し、NCRチームでドゥカティ・999を駆ることになった。サテライト仕様のマシンながら、第2戦フィリップアイランドで優勝を果たし、年間ランキングでは6位に入る活躍を見せた。
翌2005年はカール・フォガティが運営するフォギー・ペトロナス・チームに移籍したが、3気筒900cc(当時のレギュレーション上は4気筒1000ccが上限)のペトロナス・FP1は戦闘力に欠け、マッコイはわずか4回の入賞に留まり、シリーズランキングは22位に終わった。

### イルモアからMotoGP復帰
2006年は翌年から本格参戦を予定していたイルモアの800ccMotoGPマシン、イルモア・X3の開発ライダーを務めた。終盤2レースにはワイルドカード枠で参戦し、ポイントを獲得した。
翌2007年には当然イルモアのレギュラーライダーとして参戦することが期待されたが、アンドリュー・ピットとジェレミー・マクウィリアムスにシートを奪われる形となってしまった。(しかし結局イルモアは開幕戦1レースに参戦しただけで、資金不足によりMotoGPから撤退してしまった。)

### スーパースポーツ世界選手権へ
2008年はスーパースポーツ世界選手権(WSS)に活動の場を移し、この年から参戦を開始したトライアンフのデイトナ675を走らせることになった。しかし、ライバルの日本車勢に比べるとトライアンフのパフォーマンスは劣り、また第8戦ブルノの予選で大怪我を負い終盤戦を欠場したこともあり、マッコイはわずか2度の完走、シリーズ26位に終わった。
2009年も引き続きトライアンフを駆り、WSSへの参戦を継続した。マシンのパフォーマンスは改善し、第8戦ドニントンでマッコイはトライアンフに初表彰台(3位)をもたらす。その後最終戦ポルティマオでも3位表彰台に立ち、シリーズランキング8位を記録した。

### 2010年
2010年シーズン、マッコイは新規参戦のFBコルセチームと2年契約を結び、MotoGPに復帰を予定していた。しかしながらMotoGP唯一となる3気筒マシン、FB01はテストでのパフォーマンスがあまりにも低く、参戦の許可が出るメドが立たなかったため、マッコイは6月にチームを去った。

## 主な戦績

### ロードレース世界選手権
| シーズン | クラス | バイク     | 出走 | 優勝 | 表彰台 | PP | ポイント | 順位 |
| -------- | ------ | ---------- | ---- | ---- | ------ | -- | -------- | ---- |
| 1992年   | 125cc  | -          | 3    | 0    | 0      | 0  | 0        | -    |
| 1993年   | 125cc  | アプリリア | 12   | 0    | 0      | 0  | 25       | 19位 |
| 1994年   | 125cc  | アプリリア | 10   | 0    | 2      | 0  | 56       | 13位 |
| 1995年   | 125cc  | ホンダ     | 4    | 1    | 1      | 0  | 16.5     | 22位 |
| 1996年   | 125cc  | アプリリア | 15   | 1    | 2      | 0  | 87       | 12位 |
| 1997年   | 125cc  | アプリリア | 15   | 0    | 2      | 1  | 109      | 7位  |
| 1998年   | 500cc  | ホンダ     | 10   | 0    | 0      | 0  | 23       | 17位 |
| 1999年   | 500cc  | ヤマハ     | 10   | 0    | 1      | 0  | 65       | 14位 |
| 2000年   | 500cc  | ヤマハ     | 16   | 3    | 6      | 1  | 161      | 5位  |
| 2001年   | 500cc  | ヤマハ     | 11   | 0    | 3      | 0  | 88       | 12位 |
| 2002年   | MotoGP | ヤマハ     | 12   | 0    | 0      | 0  | 33       | 20位 |
| 2003年   | MotoGP | カワサキ   | 16   | 0    | 0      | 0  | 11       | 22位 |
| 2004年   | MotoGP | アプリリア | 3    | 0    | 0      | 0  | 0        | -    |
| 2006年   | MotoGP | イルモア   | 2    | 0    | 0      | 0  | 2        | 22位 |
| 合計     |        |            | 139  | 5    | 17     | 2  | 676.5    |      |

### スーパーバイク世界選手権
| シーズン | バイク            | 出走レース数 | 優勝 | 表彰台 | PP | ポイント | 順位 |
| -------- | ----------------- | ------------ | ---- | ------ | -- | -------- | ---- |
| 2004年   | ドゥカティ・999RS | 22           | 1    | 3      | 0  | 199      | 6位  |
| 2005年   | ペトロナス・FP1   | 19           | 0    | 0      | 0  | 15       | 22位 |
| 合計     |                   | 41           | 1    | 3      | 0  | 214      |      |

### スーパースポーツ世界選手権
| シーズン | バイク                    | 出走レース数 | 優勝 | 表彰台 | PP | ポイント | 順位 |
| -------- | ------------------------- | ------------ | ---- | ------ | -- | -------- | ---- |
| 2008年   | トライアンフ・デイトナ675 | 7            | 0    | 0      | 0  | 15       | 26位 |
| 2009年   | トライアンフ・デイトナ675 | 14           | 0    | 2      | 0  | 98       | 8位  |
| 合計     |                           | 21           | 0    | 2      | 0  | 113      |      |